# Tettnanger Wald mit Hochwacht, Krüntenbühl, Reichenbühl, Argenhardter Kopf, Schoos und Steilrand des Argentales an dem Schwandenbogen
Das Gebiet Tettnanger Wald mit Hochwacht, Krüntenbühl, Reichenbühl, Argenhardter Kopf, Schoos und Steilrand des Argentales an dem Schwandenbogen ist ein mit Verordnung vom 19. September 1954 durch das Landratsamt Tettnang als untere Naturschutzbehörde ausgewiesenes Landschaftsschutzgebiet (LSG-Nummer 4.35.021) im Norden der baden-württembergischen Gemeinde Langenargen und Süden der Stadt Tettnang im Bodenseekreis in Deutschland.

## Lage
Das etwa 701 Hektar (ha) große Landschaftsschutzgebiet im Bereich des Tettnanger Waldes gehört naturräumlich zum Bodenseebecken und liegt auf Höhen zwischen rund 430 und 549,4 m ü. NN im „Argenhardter Kapf“. Es erstreckt sich zwischen den zu Tettnang gehörenden Ortsteilen Reutenen und Hagenbuchen im Norden, der Kreisstraße 7779 im Westen, der Gemeindegrenze nach Kressbronn am Bodensee und Langenargen mit dem Landschaftsschutzgebiet Eiszeitliche Ränder des Argentals mit Argenaue im Südosten und einem schmalen Streifen südlich der Bundesstraße 31, westlich von Oberdorf, im Süden.
39,93 Prozent (= 279,97 ha) der Gesamtfläche gehören zum Gemeindegebiet Langenargen, 56,83 Prozent (= 398,42 ha) zu Tettnang.

## Schutzzweck
Wesentlicher Schutzzweck ist die Erhaltung landschaftlich bedeutungsvoller Punkte von geologischer Bedeutung für die Geschichte des Spätglazials wie die Eisrandlagen der mittleren und oberen Tettnanger Stufe.
Zu zehn bedeutungsvollen Punkten führt der Geowanderweg Tettnang. Auf der Tafel der ersten Station werden unter anderem eine Übersichtskarte des Weges gezeigt und die vielfältige Nutzung des Tettnanger Waldes erklärt. Die Stationen 6 bis 10 sollen erst in naher Zukunft im Bereich des Kiesabbaus eingerichtet werden.